# Tuning styling
Tuning styling je bio dvomesečni časopis formata A4, na 100 strana (od broja 9), sa plastificiranim koricama. Bio je namenjen ljubiteljima modifikovanih automobila i u saradnji sa Auto tuning klubom bavili su se organizovanjem manifestacija širom Srbije. Mada orijentisan na starosnu grupu od 15 do 45 godina, pretežno su ga kupovali tinejdžeri.  Prvi broj magazina obijavljen je 2004. a poslednji 2011. godine. U vreme kada je izlazio, bio je časopis i auto klub bili su veoma popularni, čak i van granica Srbije.   
U časopisu su se nalazili tekstovi o modifikovanim automobilima, novim tehnologijama, sa stalnim rubrikama: uradi sam i zabrljaj, radar, cice, gedora, virtual tuning, testovi audio opreme kao i razne novosti i zanimljivosti iz tih oblasti. Opisivana su lična iskustva onih, koji su modifikovali svoje automobile, auto delovi ugrađivane kao dodaci, za pojačavanje motora. Članke o opremi i  manifestacijama, korisne savete, razne događaje i sajmove, najčešće su dodatno ukrašavale fotografije poluobnaženih ženskih modela, po čemu je časopis bio karakterističan. Prema rečima urednika sadržaji su  bili originalni, jer se nije se kopirali članci iz stranih časopisa,  već su se  pretežno obrađivali automobi koršćeni na prostoru Balkana.
Tim časopisa je učestvovao u organizovanju manifestacija na kojima su se prikazivali i ocenjivali modifikovani domaći i strani automobili (engl. Tuning Styling Show). Ovakvi događaji najčešće su podrazumevali takmičenja modfikovanju i vozila , jačini zvuka audio sistema (engl. dbDrag),  cepanju guma (engl. Burn Out), potpisivanju  (engl. Write Up), trkama u zanošenju automobila tokom vožnje, bočnim proklizavanjem i zanošenjem zadnjeg dela automobila tokom vožnje po specijalnoj stazi, radi pokazivanja sposobnosti vozača (engl. Drift)  i trkama ubrzanja 1 na 1, na pravcu dužine 402 m ili 201 m (engl. Drag).
Na internet presentaciji Tuning kluba moguće je pregledati određene brojeve časopisa u niskoj rezoluciji.